# Just a Little
Just a Little (englisch für „nur ein bisschen“) ist ein Lied der britischen Popband Liberty X. Der Song ist die dritte Singleauskopplung ihres Debütalbums Thinking It Over und wurde am 13. Mai 2002 veröffentlicht.

## Inhalt
Just a Little handelt von einer Person, die sich von einer anderen Person sexuell angezogen fühlt. Dabei fordert sie diese auf, ihr ein bisschen mehr von sich zu geben und sie zu verführen. Sie würde alles dafür tun, um ihr näher zu kommen und stellt sich verschiedene Dinge mit ihr vor.

“Work it a little (oh yeah)

Get hot just a little (oh yeah)

Meet me in the middle (oh, uh)

Let go, just a little bit more (just a little bit)

Gimme just a little bit more”

## Produktion
Das Lied wurde von The BigPockets produziert. Als Autoren fungierten Michelle Escoffery, George Hammond Hagan und John Hammond Hagan.

## Musikvideo
Bei dem zu Just a Little in London gedrehten Musikvideo führten Alex Hemming und Shay Ola Regie. Es verzeichnet auf YouTube über 1,5 Millionen Aufrufe (Stand Dezember 2023) und ist an den Film Verlockende Falle von 1999 angelehnt. Das Video zeigt die Gruppe, die in einem Museum eine Choreografie tanzt, wobei die weiblichen Mitglieder hautenge Latexanzüge tragen. Sie sind auf der Suche nach einem Diamanten, den sie aus dem Museum stehlen wollen. Dabei krabbeln sie durch Tunnelschächte, überwinden Wärter sowie verschlüsselte Türen und springen über Laserschranken. Am Ende klauen sie den Diamanten und rennen aus dem Gebäude, wobei der Edelstein in ein Loch fällt.

## Single

### Covergestaltung
Das Singlecover zeigt die damaligen fünf Mitglieder von Liberty X – Kelli Young, Tony Lundon, Michelle Heaton, Kevin Simm und Jessica Taylor – die in einer Reihe stehen. Am oberen Bildrand befinden sich die silbernen Schriftzüge Liberty X und Just a Little. Der Hintergrund ist dunkel gehalten.

### Titellisten
Single
1. Just a Little – 3:56
2. Just a Little (Bump & Flex Electro Shock Club Mix) – 5:31

Remix-Single
1. Just a Little (Bump & Flex Electro Shock Club Mix) – 5:31
2. Wanting Me Tonight (Wookie Full Vocal Mix) – 4:27
3. Just a Little (Almighty Mix) – 6:50

Maxi
1. Just a Little – 3:56
2. Just a Little (Bump & Flex Electro Shock Club Mix) – 5:31
3. Just a Little (Almighty Mix) – 6:50
4. Breathe – 3:47
5. Wanting Me Tonight (Wookie Full Vocal Mix) – 4:27

### Chartplatzierungen
Just a Little stieg am 19. August 2002 auf Platz 36 in die deutschen Singlecharts ein und erreichte neun Wochen später mit Rang 24 die höchste Position. Insgesamt hielt sich der Song 15 Wochen lang in den Top 100. Besonders erfolgreich war die Single im Vereinigten Königreich, wo sie die Chartspitze erreichte. Weitere Top-10-Platzierungen gelangen unter anderem in Neuseeland, Australien und den Niederlanden.
| ChartsChartplatzierungen     | Höchstplatzierung | Wochen |
| ---------------------------- | ----------------- | ------ |
| Deutschland (GfK)            | 24 (15 Wo.)       | 15     |
| Schweiz (IFPI)               | 16 (27 Wo.)       | 27     |
| Vereinigtes Königreich (OCC) | 1 (18 Wo.)        | 18     |

| ChartsJahrescharts (2002)    | Platzierung |
| ---------------------------- | ----------- |
| Vereinigtes Königreich (OCC) | 9           |

### Auszeichnungen für Musikverkäufe
Just a Little erhielt im Jahr 2019 im Vereinigten Königreich für mehr als 600.000 verkaufte Einheiten eine Platin-Schallplatte. Bei den BRIT Awards 2003 wurde der Song in der Kategorie British Single of the Year ausgezeichnet.

| Land/Region                  | Auszeichnungen für Musikverkäufe (Land/Region, Auszeichnung, Verkäufe) | Verkäufe |
| ---------------------------- | ---------------------------------------------------------------------- | -------- |
| Australien (ARIA)            | Platin                                                                 | 70.000   |
| Frankreich (SNEP)            | Silber                                                                 | 125.000  |
| Neuseeland (RMNZ)            | Gold                                                                   | 5.000    |
| Vereinigtes Königreich (BPI) | Platin                                                                 | 600.000  |
| Insgesamt                    | 1× Silber · 1× Gold · 2× Platin ·                                      | 800.000  |